# Encyclia thienii
Encyclia thienii är en orkidéart som beskrevs av Dodson. Encyclia thienii ingår i släktet Encyclia och familjen orkidéer. Inga underarter finns listade i Catalogue of Life.